# Chamarea capensis
Chamarea capensis är en flockblommig växtart som först beskrevs av Carl Peter Thunberg, och fick sitt nu gällande namn av Christian Friedrich Frederik Ecklon och Carl Ludwig Philipp Zeyher. Chamarea capensis ingår i släktet Chamarea och familjen flockblommiga växter. Inga underarter finns listade i Catalogue of Life.